# آتون
آتون (به انگلیسی: Aten) کانون مرکزی دینی به نام آتون‌پرستی بود که به‌صورت قرص خورشید به نمایش گذاشته می‌شد اما در اصل جلوه‌ای از خدایی به نام رع بوده‌است. دین آتون‌پرستی به‌صورت رسمی توسط آخناتون در سلسه هجدهم در سرزمین مصر باستان تأسیس شد. تاریخ دقیق سلسله هجدهم مشخص نیست اما به‌صورت عمومی این سلسله را در حوالی سال‌های ۱۵۵۰ تا ۱۲۹۲ قبل از میلاد قرار می‌دهند. پرستش آتون و حکومت همزمان آخناتون از ویژگی‌های اصلی دوره ای از سلسله هجدهم است که به آن دوره عمارنه (۱۳۵۳–۱۳۳۶ قبل از میلاد) می‌گویند.
دین آتون‌پرستی و پرستش رسمی آتون پس از مرگ آخناتون به پایان رسید. کمی پس از مرگ آخناتون، یکی از جانشینان اون در سلسله هجدهم به نام توت‌عنخ‌آمون، مجدداً پرستش خدایان دیگر در معابد را از سر گرفت و خدایی به مانند آمون که پیش از آخناتون پرستیده می‌شد را مجدداً به‌عنوان تجلی خورشید منصوب کرد. آمون به‌صورت یک یک قرص خورشیدی که در حال انتشار پرتوهای نوری است به تصویر کشیده شد.